# تپه گردن تل
تپه گردن تل در شهرستان بویراحمد، روستای سالار عزیزی واقع شده و این اثر در تاریخ ۱۱ دی ۱۳۸۰ با شمارهٔ ثبت ۴۵۵۲ به‌عنوان یکی از آثار ملی ایران به ثبت رسیده است.